# Galaxy 34
Galaxy 34 (auch Galaxy 12R) ist ein kommerzieller Kommunikationssatellit des Satellitenbetreibers Intelsat aus der Galaxy-Flotte.

## Technische Daten
Im Juni 2020 bestellte der Satellitenbetreiber Intelsat bei Northrop Grumman Space Systems zwei neue geostationäre Kommunikationssatelliten für die Galaxy-Flotte. Northrop Grumman baute den Satelliten Galaxy 34, genau wie seinen Schwestersatelliten Galaxy 33, auf Basis ihres GEOStar-3-Satellitenbusses. Mit seiner C-Band-Transponder-Nutzlast soll Galaxy 34 Nordamerika mit 5G-Dienstleistungen versorgen. Er besitzt eine geplante Lebensdauer von 15 Jahren und wird durch zwei Solarmodule und Batterien mit Strom versorgt. Des Weiteren ist er dreiachsenstabilisiert und wiegt ca. 3,7 Tonnen.

## Missionsverlauf
Der Start des Satelliten erfolgte am 8. Oktober 2022 auf einer Falcon-9-Trägerrakete von der Cape Canaveral Space Force Station zusammen mit Galaxy 33 in einen geostationären Transferorbit. Galaxy 34 trennte sich 38 Minuten nach dem Start von der Raketenoberstufe und nahm eine Stunde und 15 Minuten nach dem Start Kontakt zu den Intelsat-Bodenstationen auf. Im November 2022 erreichte er seine geostationäre Position bei 129° West und löste dort seinen Vorgänger Galaxy 12 ab.